# مارتن لوثر كينغ الثالث
مارتن لوثر كينغ الثالث (بالإنجليزية: Martin Luther King III) (23 أكتوبر 1957) داعي في حقوق الإنسان والمجتمع و ناشط أمريكي وهو الأبن الأكبر من الذكور من أبناء زعيم الحقوق المدنية الدكتور مارتن لوثر كينغ الإبن وكوريتا سكوت كينغ.

## روابط خارجية
- Realizing The Dream
- مارتن لوثر كينغ الثالث على موقع IMDb (الإنجليزية)
- مارتن لوثر كينغ الثالث على موقع ميوزك برينز (الإنجليزية)
- مارتن لوثر كينغ الثالث على موقع إن إن دي بي (الإنجليزية)
- مارتن لوثر كينغ الثالث على موقع قاعدة بيانات الفيلم (الإنجليزية)
- مارتن لوثر كينغ الثالث على موقع كينوبويسك (الروسية)
- Ubben Lecture at DePauw University; November 21, 2013 نسخة محفوظة 30 يوليو 2014 على موقع واي باك مشين.